# Pseudoasymetryczny atom węgla
Pseudoasymetryczny atom węgla – atom węgla w cząsteczce chemicznej związany z czterema podstawnikami w taki sposób, że dwa z tych podstawników są zbudowane w ten sam sposób (mają taki sam układ wiązań chemicznych), jednak różnią się konfiguracją przestrzenną (a więc każdy z nich musi mieć przynajmniej jedno centrum stereogeniczne).
Fakt posiadania dwóch tak samo zbudowanych podstawników odróżnia atom pseudoasymetryczny od asymetrycznego atomu węgla, przy którym muszą występować cztery różne podstawniki i przez to zawsze stanowi on centrum stereogeniczne. W rezultacie pseudoasymetryczny atom węgla nie zawsze jest centrum stereogenicznym, a zależy to od konfiguracji przestrzennej jego podstawników.

Przykładowe związki chemiczne, w których występuje pseudoasymetryczny atom węgla (oznaczony gwiazdką)
3,4,5-trimetyloheptan
pentano-2,3,4-triol
cyklopentano-1,2,3-triol

## Oznaczenie konfiguracji atomów pseudoasymetrycznych

(3R,4r,5S)-3,4,5-Trimetyloheptan i jego odbicie lustrzane (struktury oddzielone przerywaną linią) są identyczne

Z uwagi na to, że standardowe oznaczenia konfiguracji absolutnej atomów R i S zgodnie z konwencją Cahna-Ingolda-Preloga są niewystarczające – bo oba podstawniki przy pseudoasymetrycznym atomie węgla otrzymałyby takie samo pierwszeństwo – przyjęto dodatkowe założenia. Konfigurację absolutną ustala się w ten sam sposób, jednak podstawnik o konfiguracji R ma zawsze pierwszeństwo przed podstawnikiem o konfiguracji S, a konfigurację atomu pseudoasymetrycznego określa się małymi literami r lub s. Oznaczenia r i s nie ulegają zmianie po operacji odbicia struktury chemicznej w płaszczyźnie lustrzanej (w przeciwieństwie do oznaczeń R i S), gdyż ich odbicia lustrzane są identyczne.

## Przykład 3,4,5-trimetyloheptanu
Bez uwzględniania pseudoasymetrycznego atomu węgla możliwe jest założenie, że w cząsteczce 3,4,5-trimetyloheptanu występują trzy centra stereogeniczne (atomy C3, C4 i C5), więc zgodnie z regułą 2n liczba stereoizomerów powinna wynosić osiem. Biorąc pod uwagę identyczność dwóch podstawników przy atomie C4 (grupy „górnej” z atomem C3 i „dolnej” z atomem C5), możliwe jest również przyjęcie istnienia dwóch centrów stereogenicznych (atomy C3 i C5) oraz płaszczyzny symetrii przechodzącej przez atom C4, z czego można by wnioskować o istnieniu trzech stereoizomerów (dwóch enancjomerów i jednej formy mezo, podobnie jak dla kwasu winowego).
Istnieje 8 możliwych kombinacji prezentacji graficznych położenia grup Me i atomu H 3,4,5-trimetyloheptanu:

Rozrysowanie możliwych wzorów strukturalnych stereoizomerów w projekcji Fischera (tzn. wiązania poziome skierowane są do przodu, a pionowe do tyłu) przy założeniu istnienia trzech centrów stereogenicznych przy atomach C3, C4 i C5 (Et oznacza grupę etylową, Me – grupę metylową). Pionowa linia przerywana oznacza płaszczyznę symetrii – wzory nią rozdzielone są swoimi odbiciami lustrzanymi

W tym zestawie występują jednak cząsteczki o identycznej konfiguracji przestrzennej podstawników – struktury te można na siebie nałożyć po obróceniu o 180°: (1) ≡ (2), (3) ≡ (8), (4) ≡ (7), (5) ≡ (6). Eliminując struktury identyczne, otrzymuje się cztery różne wzory strukturalne: 

Cztery rzeczywiste stereoizomery 3,4,5-trimetyloheptanu

Dwie z tych struktur:
- (3) ≡ (8): (3R,5R)-3,4,5-trimetyloheptan
- (4) ≡ (7): (3S,5S)-3,4,5-trimetyloheptan

stanowią parę enancjomerów, w których oba podstawniki przy atomie C4 mają tę samą konfigurację przestrzenną (R i R lub S i S), wobec czego atom C4 nie jest centrum stereogenicznym. Natomiast w pozostałych dwóch przypadkach konfiguracja przestrzenna podstawników przy atomie C4 jest różna (R i S), a więc atom C4 w tych przypadkach jest centrum stereogenicznym i możliwe jest istnienie kolejnych dwóch stereoizomerów:
- (1) ≡ (2): (3R,4s,5S)-3,4,5-trimetyloheptan
- (5) ≡ (6): (3R,4r,5S)-3,4,5-trimetyloheptan

będących achiralnymi formami mezo, a wobec siebie – epimerami.

## Pseudoasymetryczne atomy innych pierwiastków
Analogicznie do atomu węgla, także inne pierwiastki mogą być pseudoasymetryczne. Przykładem mogą być związki fosforu. Ben Feringa opisał wykorzystanie tego typu struktur do analizy składu enancjomerycznego chiralnych alkoholi, np. 2-oktanolu. W reakcji z PCl
3 tworzy on symetryczny diester, H-fosfonian di(2-oktylu), który może istnieć w formie dwóch epimerów mezo R,S,sP i R,S,rP oraz dwóch enancjomerów R,R i S,S (analogicznie jak 3,4,5-trimetyloheptan):

Cztery stereoizomery H-fosfonianu di(2-oktylu)

Na widmie 31P NMR oba związki mezo i para enancjomerów dają łącznie 3 różne sygnały. Jeżeli substratem był racemiczny alkohol, sygnały te są w stosunku 1:1:2, gdyż wszystkie stereoizomery powstają w równej ilości. Jeżeli substratem był (S)-2-oktanol, powstanie wyłącznie izomer S,S i na widmie 31P NMR widoczny będzie tylko jeden sygnał; analogicznie z (R)-2-oktanolu powstanie wyłącznie izomer R,R. W sytuacjach pośrednich, gdy substratem jest alkohol wzbogacony w jeden enancjomer, analiza stosunku sygnałów 31P NMR pozwala ustalić stosunek enancjomerów wyjściowego związku.